# Basquetebol nos Jogos Olímpicos de Verão da Juventude de 2010 - Feminino
O torneio feminino de basquetebol nos Jogos Olímpicos de Verão da Juventude de 2010 ocorreu entre 15 e 23 de agosto no *scape Youth Space. Vinte equipes participaram do evento que foi disputado no formato 3 por 3 (3-on-3).

## Medalhistas
|  | CHN China                           |  | AUS Austrália                                                     |  | USA Estados Unidos                                    |
|  | Ma Xueya Shen Yi Jin Jiabao Yang Xi |  | Olivia Bontempelli Hannah Kaser Mikhaela Donnelly Rosie Fadljevic |  | Briyona Canty Andraya Carter Amber Henson Kiah Stokes |

## Formato
As vinte equipes foram divididas em quatro grupos de cinco equipes, enfrentando-se dentro do grupo. As duas primeiras colocadas de cada grupo classificaram-se para os jogos eliminatórios, iniciando das quartas-de-final, onde foram definidas as posições do primeiro ao oitavo lugar. As equipes que finalizaram em terceiro e quarto lugar nos grupos da primeira fase disputaram jogos eliminatórios para definir as posições entre o 9º e o 16º lugar, e as última colocadas nos grupos integraram um grupo único onde foi definido as posições de 17º a 20º.

## Regras FIBA 33
O basquetebol 3 por 3 possui algumas regras específicas de disputa:
- Apenas metade da quadra de basquetebol é usada para o jogo;
- Cada equipe é composta por três jogadores titulares e um reserva;
- O tempo de jogo consiste de 2 períodos de 5 minutos ou até umas das equipes marcar 33 pontos;
- A equipe com a posse da bola deve tentar um arremesso em até 10 segundos.
- A bola deve ser retirada da linha de 3 pontos e tocada por dois companheiros (receptor da bola/driblador e um outro companheiro) antes de um arremesso ser tentado.

## Resultados

### Preliminares
|  | Classificados às quartas-de-final |

#### Grupo A
| Equipe              | P | J | V | D | PF | PC  | SP  |
| ------------------- | - | - | - | - | -- | --- | --- |
| CAN Canadá          | 8 | 4 | 4 | 0 | 90 | 45  | +45 |
| KOR Coreia do Sul   | 7 | 4 | 3 | 1 | 83 | 61  | +22 |
| RUS Rússia          | 6 | 4 | 2 | 2 | 82 | 51  | +31 |
| CIV Costa do Marfim | 5 | 4 | 1 | 3 | 55 | 82  | -27 |
| VAN Vanuatu         | 4 | 4 | 0 | 4 | 44 | 115 | -71 |

Todas as partidas seguem o horário de Singapura (UTC+8)
| 15 de agosto 09:00 | Relatório | Vanuatu VAN                                                | 12–27 | CAN Canadá                                                                                   |  | Árbitros: TUR Elif Inci BEL Renaud Geller |  |
| 15 de agosto 09:00 | Relatório | Pts: Christina Izono (10) Rbts: Lavinia Edgell (6) Asts: 0 |       | Pts: Kaylee Kilpatrick (11) Rbts: Kilpatrick (5) Asts: Kilpatrick, Kaylee Halvorson (1 cada) |  | Árbitros: TUR Elif Inci BEL Renaud Geller |  |

| 15 de agosto 11:00 | Relatório | Rússia RUS                                                                                         | 16–6 | CIV Costa do Marfim                                                                                       |  | Árbitros: JPN Yoko Tomita SRB Milija Vojinovic |  |
| 15 de agosto 11:00 | Relatório | Pts: Elena Antonenko (10) Rbts: Antonenko (7) Asts: Evgeniya Buykina, Anastasiya Mamedova (2 cada) |      | Pts: Sarah Boni, Florence Ouattara, Fatou Bamba (2 cada) Rbts: Boni, Ouattara (5 cada) Asts: Ouattara (1) |  | Árbitros: JPN Yoko Tomita SRB Milija Vojinovic |  |

| 16 de agosto 09:00 | Relatório | Coreia do Sul KOR                                                                           | 22–18 | RUS Rússia |  | Árbitros: BRA Flávia Almeida GER Robert Lottermoser |  |
| 16 de agosto 09:00 | Relatório | Pts: Jeong Yu-Jin (14) Rbts: Lee Ryeong (4) Asts: Jeong, Kang Kye-Lee, Cha Yea-Jin (1 cada) |       | Pts: Elena Antonenko, Evgeniya Buykina (8 cada) Rbts: Buykina, Kseniya Kozochkina, Anastasiya Mamedova (4 cada) Asts: Kozochkina (1) |  | Árbitros: BRA Flávia Almeida GER Robert Lottermoser |  |

| 16 de agosto 11:00 | Relatório | Costa do Marfim CIV                                      | 22–19 | VAN Vanuatu                                                         |  | Árbitros: KOR Kim Bo-Hui MOZ Naftal Chongo |  |
| 16 de agosto 11:00 | Relatório | Pts: Florence Ouattara (16) Rbts: Sarah Boni (9) Asts: 0 |       | Pts: Poline Maliliu (10) Rbts: Maliliu (9) Asts: Lavinia Edgell (2) |  | Árbitros: KOR Kim Bo-Hui MOZ Naftal Chongo |  |

| 17 de agosto 09:00 | Relatório | Canadá CAN                                                              | 25–12 | CIV Costa do Marfim                                                          |  | Árbitros: BRA Flávia Almeida MNP Gabriel White |  |
| 17 de agosto 09:00 | Relatório | Pts: Dakota Whyte (8) Rbts: Tiye Traore (8) Asts: Kaylee Kilpatrick (1) |       | Pts: Fatou Bamba (7) Rbts: Bamba, Florence Ouattara (4 cada) Asts: Bamba (1) |  | Árbitros: BRA Flávia Almeida MNP Gabriel White |  |

| 17 de agosto 11:00 | Relatório | Vanuatu VAN                                                                      | 8–33 | KOR Coreia do Sul                                                   |  | Árbitros: JPN Yoko Tomita URU Alejandro Sánchez Varela |  |
| 17 de agosto 11:00 | Relatório | Pts: Poline Maliliu (4) Rbts: Maliliu (7) Asts: Maliliu, Lavinia Edgell (1 cada) |      | Pts: Jeong Yu-Jin (12) Rbts: Kang Kye-Lee (5) Asts: Cha Yea-Jin (4) |  | Árbitros: JPN Yoko Tomita URU Alejandro Sánchez Varela |  |

| 18 de agosto 09:00 | Relatório | Rússia RUS | 33–5 | VAN Vanuatu                                                                |  | Árbitros: TUR Elif Inci SUI David Musard |  |
| 18 de agosto 09:00 | Relatório | Pts: Kseniya Kozochkina (11) Rbts: Elena Antonenko (9) Asts: Evgeniya Buykina, Antonenko, Anastasiya Mamedova (2 cada) |      | Pts: Christina Izono (4) Rbts: Poline Maliliu (6) Asts: Lavinia Edgell (2) |  | Árbitros: TUR Elif Inci SUI David Musard |  |

| 18 de agosto 11:00 | Relatório | Coreia do Sul KOR                                 | 6–20 | CAN Canadá                                                                               |  | Árbitros: CUB Judith Hodelin SRB Milija Vojinovic |  |
| 18 de agosto 11:00 | Relatório | Pts: Lee Ryeong (4) Rbts: Cha Yea-Jin (7) Asts: 0 |      | Pts: Tiye Traore (7) Rbts: Kaylee Halvorson, Kaylee Kilpatrick (6 cada) Asts: Traore (2) |  | Árbitros: CUB Judith Hodelin SRB Milija Vojinovic |  |

| 19 de agosto 09:00 | Relatório | Costa do Marfim CIV                                      | 15–22 | KOR Coreia do Sul                                       |  | Árbitros: CUB Judith Hodelin JPN Yoko Tomita |  |
| 19 de agosto 09:00 | Relatório | Pts: Sarah Boni (6) Rbts: Boni (7) Asts: Fatou Bamba (1) |       | Pts: Lee Ryeong (1) Rbts: Cha Yea-Jin (7) Asts: Cha (2) |  | Árbitros: CUB Judith Hodelin JPN Yoko Tomita |  |

| 19 de agosto 11:00 | Relatório | Canadá CAN                                                       | 18–15 | RUS Rússia                                                    |  | Árbitros: URU Alejandro Sánchez Varela MOZ Naftal Chongo |  |
| 19 de agosto 11:00 | Relatório | Pts: Dakota Whyte, Tiye Traore (7 cada) Rbts: Traore (7) Asts: 0 |       | Pts: Kseniya Kozochkina (5) Rbts: Elena Antonenko (6) Asts: 0 |  | Árbitros: URU Alejandro Sánchez Varela MOZ Naftal Chongo |  |

#### Grupo B
| Equipe             | P | J | V | D | PF  | PC  | SP   |
| ------------------ | - | - | - | - | --- | --- | ---- |
| USA Estados Unidos | 8 | 4 | 4 | 0 | 130 | 30  | +100 |
| GER Alemanha       | 7 | 4 | 3 | 1 | 80  | 85  | -5   |
| BLR Bielorrússia   | 6 | 4 | 2 | 2 | 85  | 68  | +17  |
| ANG Angola         | 5 | 4 | 1 | 3 | 56  | 105 | -49  |
| SIN Singapura      | 4 | 4 | 0 | 4 | 56  | 119 | -63  |

| 15 de agosto 09:30 | Relatório | Singapura SIN                                              | 22–33 | GER Alemanha                                                          |  | Árbitros: JPN Yoko Tomita SRB Milija Vojinovic |  |
| 15 de agosto 09:30 | Relatório | Pts: Jia Hui Hannah Ng (7) Rbts: Zoe Eng (5) Asts: Eng (1) |       | Pts: Alexandra Hoffgen (20) Rbts: Hoffgen (8) Asts: Lena Gohlisch (2) |  | Árbitros: JPN Yoko Tomita SRB Milija Vojinovic |  |

| 15 de agosto 11:30 | Relatório | Angola ANG                                       | 8–30 | USA Estados Unidos                                            |  | Árbitros: TUR Elif Inci MOZ Naftal Chongo |  |
| 15 de agosto 11:30 | Relatório | Pts: Artemis Afonso (4) Rbts: Afonso (3) Asts: 0 |      | Pts: Kiah Stokes (12) Rbts: Briyona Canty (5) Asts: Canty (5) |  | Árbitros: TUR Elif Inci MOZ Naftal Chongo |  |

| 16 de agosto 09:30 | Relatório | Bielorrússia BLR                                                                             | 11–35 | ANG Angola                                                                            |  | Árbitros: SRB Milija Vojinovic SIN Poh Seng Steve Goh |  |
| 16 de agosto 09:30 | Relatório | Pts: Natallia Baklaha (18) Rbts: Nadzeya Bohdan (10) Asts: Bohdan, Darya Lipinskaya (2 cada) |       | Pts: Artemis Afonso (5) Rbts: Afonso, Ana Cláudia Gonçalves (4 cada) Asts: Afonso (1) |  | Árbitros: SRB Milija Vojinovic SIN Poh Seng Steve Goh |  |

| 16 de agosto 11:30 | Relatório | Estados Unidos USA                                                                 | 34–11 | SIN Singapura                                                       |  | Árbitros: JPN Yoko Tomita MNP Gabriel White |  |
| 16 de agosto 11:30 | Relatório | Pts: Kiah Stokes (19) Rbts: Andraya Carter, Briyona Canty (2 cada) Asts: Canty (5) |       | Pts: Jia Hui Hannah Ng (9) Rbts: Ng, Zoe Eng (3 cada) Asts: Eng (1) |  | Árbitros: JPN Yoko Tomita MNP Gabriel White |  |

| 17 de agosto 09:30 | Relatório | Alemanha GER                                                 | 6–33 | USA Estados Unidos                                                      |  | Árbitros: KOR Kim Bo-Hui SUI David Musard |  |
| 17 de agosto 09:30 | Relatório | Pts: Felicitas Grasshoff (5) Rbts: Lena Gohlisch (4) Asts: 0 |      | Pts: Amber Henson (14) Rbts: Andraya Carter (6) Asts: Briyona Canty (4) |  | Árbitros: KOR Kim Bo-Hui SUI David Musard |  |

| 17 de agosto 11:30 | Relatório | Singapura SIN                                                      | 9–32 | BLR Bielorrússia                                                      |  | Árbitros: CUB Judith Hodelin BEL Renaud Geller |  |
| 17 de agosto 11:30 | Relatório | Pts: Jia Hui Hannah Ng (5) Rbts: Hui Min Tok (4) Asts: Zoe Eng (2) |      | Pts: Nadzeya Bohdan (23) Rbts: Bohdan (11) Asts: Natallia Baklaha (2) |  | Árbitros: CUB Judith Hodelin BEL Renaud Geller |  |

| 18 de agosto 09:30 | Relatório | Angola ANG                                                      | 20–14 | SIN Singapura                                                                |  | Árbitros: KOR Kim Bo-Hui FRA Joseph Bissang |  |
| 18 de agosto 09:30 | Relatório | Pts: Artemis Afonso (9) Rbts: Ana Cláudia Gonçalves (6) Asts: 0 |       | Pts: Hui Min Tok (6) Rbts: Zoe Eng (9) Asts: Tok, Jia Hui Hannah Ng (1 cada) |  | Árbitros: KOR Kim Bo-Hui FRA Joseph Bissang |  |

| 18 de agosto 11:30 | Relatório | Bielorrússia BLR                                                | 13–15 | GER Alemanha                                                  |  | Árbitros: USA Angelica Suffren URU Alejandro Sánchez Varela |  |
| 18 de agosto 11:30 | Relatório | Pts: Natallia Baklaha (5) Rbts: Katsiaryna Nialepka (4) Asts: 0 |       | Pts: Lena Gohlisch (8) Rbts: Gohlisch (11) Asts: Gohlisch (1) |  | Árbitros: USA Angelica Suffren URU Alejandro Sánchez Varela |  |

| 19 de agosto 09:30 | Relatório | Estados Unidos USA                                             | 33–5 | BLR Bielorrússia                                              |  | Árbitros: KOR Kim Bo-Hui BEL Renaud Geller |  |
| 19 de agosto 09:30 | Relatório | Pts: Kiah Stokes (17) Rbts: Stokes (4) Asts: Briyona Canty (6) |      | Pts: Nadzeya Bohdan (3) Rbts: Katsiaryna Nialepka (4) Asts: 0 |  | Árbitros: KOR Kim Bo-Hui BEL Renaud Geller |  |

| 19 de agosto 11:30 | Relatório | Alemanha GER                                                              | 26–17 | ANG Angola                                                  |  | Árbitros: TUR Elif Inci SIN Poh Seng Steve Goh |  |
| 19 de agosto 11:30 | Relatório | Pts: Alexandra Hoffgen (14) Rbts: Carolin Christen (6) Asts: Christen (4) |       | Pts: Artemis Afonso (13) Rbts: Elisabeth Mateus (5) Asts: 0 |  | Árbitros: TUR Elif Inci SIN Poh Seng Steve Goh |  |

#### Grupo C
| Equipe        | P | J | V | D | PF  | PC  | SP  |
| ------------- | - | - | - | - | --- | --- | --- |
| CHN China     | 8 | 4 | 4 | 0 | 127 | 68  | +59 |
| BRA Brasil    | 7 | 4 | 3 | 1 | 119 | 77  | +42 |
| CZE Chéquia   | 6 | 4 | 2 | 2 | 106 | 97  | +9  |
| MLI Mali      | 5 | 4 | 1 | 3 | 57  | 117 | -60 |
| THA Tailândia | 4 | 4 | 0 | 4 | 66  | 116 | -50 |

| 15 de agosto 10:00 | Relatório | Tailândia THA                                                                                | 13–34 | CHN China                                                       |  | Árbitros: URU Alejandro Sánchez Varela SIN Poh Seng Steve Goh |  |
| 15 de agosto 10:00 | Relatório | Pts: Aungkana Buapa (6) Rbts: Buapa, Pornnutcha Sawatong (3 cada) Asts: Thidaporn Maihom (1) |       | Pts: Ma Xueya (16) Rbts: Ma, Yang Xi (7 cada) Asts: Shen Yi (9) |  | Árbitros: URU Alejandro Sánchez Varela SIN Poh Seng Steve Goh |  |

| 15 de agosto 12:00 | Relatório | Chéquia CZE | 33–8 | MLI Mali                                                                  |  | Árbitros: KOR Kim Bo-Hui GER Robert Lottermoser |  |
| 15 de agosto 12:00 | Relatório | Pts: Gabriela Mervinska, Michaela Vackova (9 cada) Rbts: Michaela Vojtkova (6) Asts: Vackova, Radka Brhelova (3 cada) |      | Pts: Aissata Toure (6) Rbts: Sadio Konate (4) Asts: M'bamakan Kanoute (1) |  | Árbitros: KOR Kim Bo-Hui GER Robert Lottermoser |  |

| 16 de agosto 10:00 | Relatório | Brasil BRA                                                            | 30–26 | CZE Chéquia                                                                                    |  | Árbitros: USA Angelica Suffren FRA Joseph Bissang |  |
| 16 de agosto 10:00 | Relatório | Pts: Joice Coelho (13) Rbts: Isabela Macedo (4) Asts: Érika Leite (2) |       | Pts: Michaela Vojtkova (16) Rbts: Michaela Vackova (10) Asts: Radka Brhelova, Vackova (2 cada) |  | Árbitros: USA Angelica Suffren FRA Joseph Bissang |  |

| 16 de agosto 12:00 | Relatório | Mali MLI                                                       | 23–18 | THA Tailândia                                                                    |  | Árbitros: SUI David Musard BEL Renaud Geller |  |
| 16 de agosto 12:00 | Relatório | Pts: Sadio Konate (12) Rbts: Konate (9) Asts: Fanta Guindo (3) |       | Pts: Thidaporn Maihom (9) Rbts: Aungkana Buapa (4) Asts: Pornnutcha Sawatong (2) |  | Árbitros: SUI David Musard BEL Renaud Geller |  |

| 17 de agosto 10:00 | Relatório | China CHN                                                                          | 32–12 | MLI Mali                                                                  |  | Árbitros: TUR Elif Inci FRA Joseph Bissang |  |
| 17 de agosto 10:00 | Relatório | Pts: Jin Jiabao (14) Rbts: Ma Xueya, Yang Xi (6 cada) Asts: Shen Yi, Yang (3 cada) |       | Pts: Fanta Guindo (5) Rbts: M'bamakan Kanoute (4) Asts: Aissata Toure (1) |  | Árbitros: TUR Elif Inci FRA Joseph Bissang |  |

| 17 de agosto 12:00 | Relatório | Tailândia THA                                                                    | 9–31 | BRA Brasil |  | Árbitros: RUS Alexey Davydov GER Robert Lottermoser |  |
| 17 de agosto 12:00 | Relatório | Pts: Thidaporn Maihom (7) Rbts: Punnida Arjsri (6) Asts: Pornnutcha Sawatong (2) |      | Pts: Isabela Macedo (14) Rbts: Macedo, Joice Coelho (5 cada) Asts: Macedo, Coelho, Stephanie de Oliveira (1 cada) |  | Árbitros: RUS Alexey Davydov GER Robert Lottermoser |  |

| 18 de agosto 10:00 | Relatório | Chéquia CZE                                                               | 28–26 | THA Tailândia |  | Árbitros: BRA Flávia Almeida MOZ Naftal Chongo |  |
| 18 de agosto 10:00 | Relatório | Pts: Michaela Vackova (9) Rbts: Gabriela Mervinska (14) Asts: Vackova (2) |       | Pts: Thidaporn Maihom, Aungkana Buapa (10 cada) Rbts: Maihom (7) Asts: Pornnutcha Sawatong, Punnida Arjsri (1 cada) |  | Árbitros: BRA Flávia Almeida MOZ Naftal Chongo |  |

| 18 de agosto 12:00 | Relatório | Brasil BRA                                                                         | 24–28 | CHN China                                                           |  | Árbitros: JPN Yoko Tomita BEL Renaud Geller |  |
| 18 de agosto 12:00 | Relatório | Pts: Isabela Macedo (12) Rbts: Macedo (7) Asts: Érika Leite, Joice Coelho (1 cada) |       | Pts: Jin Jiabao (13) Rbts: Jin, Ma Xueya (6 cada) Asts: Shen Yi (4) |  | Árbitros: JPN Yoko Tomita BEL Renaud Geller |  |

| 19 de agosto 10:00 | Relatório | Mali MLI                                                                          | 14–34 | BRA Brasil                                                       |  | Árbitros: JPN Yoko Tomita CUB Judith Hodelin |  |
| 19 de agosto 10:00 | Relatório | Pts: Sadio Konate, Aissata Toure (5 cada) Rbts: Konate (4) Asts: Fanta Guindo (2) |       | Pts: Isabela Macedo (12) Rbts: Joice Coelho (4) Asts: Coelho (3) |  | Árbitros: JPN Yoko Tomita CUB Judith Hodelin |  |

| 19 de agosto 12:00 | Relatório | China CHN                                                    | 33–19 | CZE Chéquia                                                                  |  | Árbitros: USA Angelica Suffren SUI David Musard |  |
| 19 de agosto 12:00 | Relatório | Pts: Ma Xueya (16) Rbts: Shen Yi (8) Asts: Ma, Shen (2 cada) |       | Pts: Gabriela Mervinska (10) Rbts: Mervinska (7) Asts: Michaela Vojtkova (3) |  | Árbitros: USA Angelica Suffren SUI David Musard |  |

#### Grupo D
| Equipe        | P | J | V | D | PF | PC | SP  | CD |
| ------------- | - | - | - | - | -- | -- | --- | -- |
| AUS Austrália | 7 | 4 | 3 | 1 | 78 | 56 | +22 | +7 |
| JPN Japão     | 7 | 4 | 3 | 1 | 92 | 73 | +19 | -2 |
| ITA Itália    | 7 | 4 | 3 | 1 | 88 | 65 | +23 | -5 |
| FRA França    | 5 | 4 | 1 | 3 | 76 | 96 | -20 |    |
| CHI Chile     | 4 | 4 | 0 | 4 | 49 | 93 | -44 |    |

| 15 de agosto 10:30 | Relatório | Austrália AUS                                                    | 18–9 | CHI Chile                                                              |  | Árbitros: SUI David Musard FRA Joseph Bissang |  |
| 15 de agosto 10:30 | Relatório | Pts: Olivia Bontempelli (9) Rbts: Rosemary Fadljevic (6) Asts: 0 |      | Pts: Estefania Vásquez (4) Rbts: Katalina García (7) Asts: Vásquez (1) |  | Árbitros: SUI David Musard FRA Joseph Bissang |  |

| 15 de agosto 12:30 | Relatório | Itália ITA                                                            | 26–11 | FRA França                                                       |  | Árbitros: MNP Gabriel White USA Angelica Suffren |  |
| 15 de agosto 12:30 | Relatório | Pts: Caterina Dotto (14) Rbts: Francesca Dotto (3) Asts: F. Dotto (3) |       | Pts: Rudiane Eduardo (4) Rbts: Onayssa Sbahi (4) Asts: Sbahi (1) |  | Árbitros: MNP Gabriel White USA Angelica Suffren |  |

| 16 de agosto 10:30 | Relatório | Japão JPN                                                        | 17–26 | ITA Itália                                                          |  | Árbitros: CUB Judith Hodelin RUS Alexey Davidov |  |
| 16 de agosto 10:30 | Relatório | Pts: Moeko Nagaoka (12) Rbts: Nagaoka (9) Asts: Hiraki Itaya (1) |       | Pts: Francesca Dotto (11) Rbts: F. Dotto (9) Asts: Marta Masoni (2) |  | Árbitros: CUB Judith Hodelin RUS Alexey Davidov |  |

| 16 de agosto 12:30 | Relatório | França FRA                                                                               | 15–21 | AUS Austrália                                                                                            |  | Árbitros: TUR Elif Inci URU Alejandro Sánchez Varela |  |
| 16 de agosto 12:30 | Relatório | Pts: Onayssa Sbahi (7) Rbts: Sbahi, Lou Mataly, Rudiane Eduardo (4 cada) Asts: Sbahi (1) |       | Pts: Olivia Bontempelli (12) Rbts: Mikhaela Donnelly, Rosemary Fadljevic (5 cada) Asts: Hannah Kaser (1) |  | Árbitros: TUR Elif Inci URU Alejandro Sánchez Varela |  |

| 17 de agosto 10:30 | Relatório | Chile CHI | 15–30 | FRA França                                                   |  | Árbitros: SIN Poh Seng Steve Goh MOZ Naftal Chongo |  |
| 17 de agosto 10:30 | Relatório | Pts: Estefania Vásquez, Francisca Salvatierra (5 cada) Rbts: Katalina García (5) Asts: Vásquez, Salvatierra (1 cada) |       | Pts: Onayssa Sbahi (11) Rbts: Lou Mataly (7) Asts: Sbahi (3) |  | Árbitros: SIN Poh Seng Steve Goh MOZ Naftal Chongo |  |

| 17 de agosto 12:30 | Relatório | Austrália AUS                                              | 10–17 | JPN Japão                                                                                  |  | Árbitros: USA Angelica Suffren SRB Milija Vojinovic |  |
| 17 de agosto 12:30 | Relatório | Pts: Olivia Bontempelli (6) Rbts: Bontempelli (10) Asts: 0 |       | Pts: Moeko Nagaoka (7) Rbts: Nagaoka (5) Asts: Nagaoka, Hiraki Itaya, Misato Kuma (1 cada) |  | Árbitros: USA Angelica Suffren SRB Milija Vojinovic |  |

| 18 de agosto 10:30 | Relatório | Itália ITA                                                                          | 15–29 | AUS Austrália                                                                   |  | Árbitros: SIN Poh Seng Steve Goh GER Robert Lottermoser |  |
| 18 de agosto 10:30 | Relatório | Pts: Caterina Dotto (6) Rbts: Francesca Dotto (6) Asts: C. Dotto, F. Dotto (1 cada) |       | Pts: Hannah Kaser (13) Rbts: Rosemary Fadljevic (7) Asts: Mikhaela Donnelly (2) |  | Árbitros: SIN Poh Seng Steve Goh GER Robert Lottermoser |  |

| 18 de agosto 12:30 | Relatório | Japão JPN                                                                    | 24–17 | CHI Chile                                                              |  | Árbitros: RUS Alexey Davydov MNP Gabriel White |  |
| 18 de agosto 12:30 | Relatório | Pts: Moeko Nagaoka (9) Rbts: Nagaoka (6) Asts: Nagaoka, Misato Kuma (1 cada) |       | Pts: Estefania Vásquez (6) Rbts: Katalina García (9) Asts: Vásquez (2) |  | Árbitros: RUS Alexey Davydov MNP Gabriel White |  |

| 19 de agosto 10:30 | Relatório | França FRA                                                                         | 20–34 | JPN Japão                                                                                 |  | Árbitros: BEL Renaud Geller KOR Kim Bo-Hui |  |
| 19 de agosto 10:30 | Relatório | Pts: Onayssa Sbahi (10) Rbts: Rudiane Eduardo (6) Asts: Sbahi, Lou Mataly (1 cada) |       | Pts: Moeko Nagaoka (18) Rbts: Nagaoka, Maria Imanaka, Misato Kuma (3 cada) Asts: Kuma (5) |  | Árbitros: BEL Renaud Geller KOR Kim Bo-Hui |  |

| 19 de agosto 12:30 | Relatório | Chile CHI                                                                                            | 8–21 | ITA Itália                                                           |  | Árbitros: MNP Gabriel White SRB Milija Vojinovic |  |
| 19 de agosto 12:30 | Relatório | Pts: Katalina García (6) Rbts: K. García (6) Asts: Estefania Vásquez, Francisca Salvatierra (1 cada) |      | Pts: Caterina Dotto (8) Rbts: Francesca Dotto (8) Asts: C. Dotto (2) |  | Árbitros: MNP Gabriel White SRB Milija Vojinovic |  |

### Classificação 17–20
| Equipe        | P | J | V | D | PF | PC | SP  |
| ------------- | - | - | - | - | -- | -- | --- |
| THA Tailândia | 6 | 3 | 3 | 0 | 87 | 56 | +31 |
| CHI Chile     | 5 | 3 | 2 | 1 | 46 | 52 | -6  |
| SIN Singapura | 4 | 3 | 1 | 2 | 69 | 55 | +14 |
| VAN Vanuatu   | 3 | 3 | 0 | 3 | 38 | 76 | -38 |

| 21 de agosto 09:00 | Relatório | Vanuatu VAN                                                                             | 10–26 | SIN Singapura                                                                                |  | Árbitros: USA Angelica Suffren FRA Joseph Bissang |  |
| 21 de agosto 09:00 | Relatório | Pts: Lavinia Edgell (6) Rbts: Poline Maliliu (9) Asts: Edgell, Christina Izono (1 cada) |       | Pts: Jia Hui Hannah Ng (11) Rbts: Ng (10) Asts: Ng, Hui Min Tok, Rui Jia Alanna Lim (1 cada) |  | Árbitros: USA Angelica Suffren FRA Joseph Bissang |  |

| 21 de agosto 09:30 | Relatório | Tailândia THA                                                                                                 | 24–13 | CHI Chile                                                                         |  | Árbitros: MOZ Naftal Chongo BEL Renaud Geller |  |
| 21 de agosto 09:30 | Relatório | Pts: Thidaporn Maihom, Aungkana Buapa (10 cada) Rbts: Maihom (9) Asts: Maihom, Buapa, Punnida Arjsri (1 cada) |       | Pts: Dayanne García (5) Rbts: Katalina García (8) Asts: Francisca Salvatierra (1) |  | Árbitros: MOZ Naftal Chongo BEL Renaud Geller |  |

| 22 de agosto 09:00 | Relatório | Chile CHI                                             | 17–13 | VAN Vanuatu                                                                                                |  | Árbitros: MOZ Naftal Chongo SRB Milija Vojinovic |  |
| 22 de agosto 09:00 | Relatório | Pts: Estefania Vásquez (10) Rbts: Vásquez (9) Asts: 0 |       | Pts: Lavinia Edgell, Poline Maliliu (4 cada) Rbts: Maliliu (8) Asts: Edgell, Maliliu, Emily Lango (1 cada) |  | Árbitros: MOZ Naftal Chongo SRB Milija Vojinovic |  |

| 22 de agosto 09:30 | Relatório | Singapura SIN                                              | 28–29 | THA Tailândia                                                                 |  | Árbitros: CUB Judith Hodelin SUI David Musard |  |
| 22 de agosto 09:30 | Relatório | Pts: Jia Hui Hannah Ng (10) Rbts: Zoe Eng (7) Asts: Ng (5) |       | Pts: Aungkana Buapa (14) Rbts: Buapa, Punnida Arjsri (4 cada) Asts: Buapa (1) |  | Árbitros: CUB Judith Hodelin SUI David Musard |  |

| 23 de agosto 09:00 | Relatório | Vanuatu VAN                                                         | 15–33 | THA Tailândia                                                                             |  | Árbitros: JPN Yoko Tomita CUB Judith Hodelin |  |
| 23 de agosto 09:00 | Relatório | Pts: Poline Maliliu (7) Rbts: Maliliu (11) Asts: Lavinia Edgell (2) |       | Pts: Thidaporn Maihom (17) Rbts: Maihom, Punnida Arjsri (5 cada) Asts: Aungkana Buapa (4) |  | Árbitros: JPN Yoko Tomita CUB Judith Hodelin |  |

| 23 de agosto 09:30 | Relatório | Chile CHI                                                                                    | 16–15 | SIN Singapura                                                                   |  | Árbitros: BRA Flávia Almeida USA Angelica Suffren |  |
| 23 de agosto 09:30 | Relatório | Pts: Katalina García (9) Rbts: K. García (8) Asts: K. García, Francisca Salvatierra (2 cada) |       | Pts: Jia Hui Hannah Ng (5) Rbts: Ng (8) Asts: Ng, Hui Min Tok, Zoe Eng (1 cada) |  | Árbitros: BRA Flávia Almeida USA Angelica Suffren |  |

### Classificação 9–16
| 21 de agosto 10:00 | Relatório | Rússia RUS                                                                                      | 28–14 | ANG Angola                                                                  |  | Árbitros: SUI David Musard GER Robert Lottermoser |  |
| 21 de agosto 10:00 | Relatório | Pts: Kseniya Kozochkina, Elena Antonenko (10 cada) Rbts: Evgeniya Buykina (6) Asts: Buykina (3) |       | Pts: Artemis Afonso (8) Rbts: Ana Cláudia Gonçalves (6) Asts: Gonçalves (1) |  | Árbitros: SUI David Musard GER Robert Lottermoser |  |

| 21 de agosto 10:30 | Relatório | Bielorrússia BLR                                                        | 33–7 | CIV Costa do Marfim                                   |  | Árbitros: BRA Flávia Almeida SRB Milija Vojinovic |  |
| 21 de agosto 10:30 | Relatório | Pts: Natallia Baklaha (11) Rbts: Baklaha (6) Asts: Darya Lipinskaya (2) |      | Pts: Florence Ouattara (3) Rbts: Ouattara (5) Asts: 0 |  | Árbitros: BRA Flávia Almeida SRB Milija Vojinovic |  |

| 21 de agosto 11:00 | Relatório | Chéquia CZE                                                                      | 24–29 | FRA França                                                           |  | Árbitros: MNP Gabriel White KOR Kim Bo-Hui |  |
| 21 de agosto 11:00 | Relatório | Pts: Gabriela Mervinska (13) Rbts: Radka Brhelova (7) Asts: Michaela Vackova (2) |       | Pts: Onayssa Sbahi (10) Rbts: Justine Barthelemy (7) Asts: Sbahi (2) |  | Árbitros: MNP Gabriel White KOR Kim Bo-Hui |  |

| 21 de agosto 11:30 | Relatório | Itália ITA | 29–18 | MLI Mali                                                                                           |  | Árbitros: JPN Yoko Tomita SIN Poh Seng Steve Goh |  |
| 21 de agosto 11:30 | Relatório | Pts: Marta Masoni (10) Rbts: Caterina Dotto, Chiara Terenzi (6 cada) Asts: C. Dotto, Francesca Dotto, Terenzi (1 cada) |       | Pts: Sadio Konate, Fanta Guindo (8 cada) Rbts: Konate (8) Asts: Konate, M'bamakan Kanoute (1 cada) |  | Árbitros: JPN Yoko Tomita SIN Poh Seng Steve Goh |  |

#### Classificação 13–16
| 22 de agosto 10:30 | Relatório | Angola ANG                                                        | 15–18 | CZE Chéquia |  | Árbitros: JPN Yoko Tomita BEL Renaud Geller |  |
| 22 de agosto 10:30 | Relatório | Pts: Ana Cláudia Gonçalves (6) Rbts: Elisabeth Mateus (7) Asts: 0 |       | Pts: Radka Brhelova (7) Rbts: Gabriela Mervinska, Michaela Vackova (8 cada) Asts: Brhelova, Mervinska (1 cada) |  | Árbitros: JPN Yoko Tomita BEL Renaud Geller |  |

| 22 de agosto 11:00 | Relatório | Costa do Marfim CIV                                    | 13–17 | MLI Mali                                                             |  | Árbitros: RUS Alexey Davydov GER Robert Lottermoser |  |
| 22 de agosto 11:00 | Relatório | Pts: Florence Ouattara (8) Rbts: Ouattara (10) Asts: 0 |       | Pts: Sadio Konate (10) Rbts: Konate (11) Asts: M'bamakan Kanoute (1) |  | Árbitros: RUS Alexey Davydov GER Robert Lottermoser |  |

#### Classificação 9–12
| 22 de agosto 10:00 | Relatório | Rússia RUS                                                                           | 12–22 | FRA França                                                             |  | Árbitros: BRA Flávia Almeida KOR Kim Bo-Hui |  |
| 22 de agosto 10:00 | Relatório | Pts: Kseniya Kozochkina, Evgeniya Buykina (5 cada) Rbts: Elena Antonenko (8) Asts: 0 |       | Pts: Onayssa Sbahi (11) Rbts: Lou Mataly (5) Asts: Rudiane Eduardo (2) |  | Árbitros: BRA Flávia Almeida KOR Kim Bo-Hui |  |

| 22 de agosto 11:30 | Relatório | Bielorrússia BLR                                            | 28–29 | ITA Itália                                                                |  | Árbitros: BRA Flávia Almeida KOR Kim Bo-Hui |  |
| 22 de agosto 11:30 | Relatório | Pts: Darya Lipinskaya (15) Rbts: Nadzeya Bohdan (6) Asts: 0 |       | Pts: Marta Masoni (14) Rbts: Francesca Dotto (5) Asts: Caterina Dotto (2) |  | Árbitros: BRA Flávia Almeida KOR Kim Bo-Hui |  |

#### Disputa pelo 15º lugar
| 23 de agosto 10:30 | Relatório | Angola ANG                                                 | 13–15 | CIV Costa do Marfim                                    |  | Árbitros: MNP Gabriel White KOR Kim Bo-Hui |  |
| 23 de agosto 10:30 | Relatório | Pts: Artemis Afonso (6) Rbts: Afonso (12) Asts: Afonso (1) |       | Pts: Florence Ouattara (9) Rbts: Ouattara (11) Asts: 0 |  | Árbitros: MNP Gabriel White KOR Kim Bo-Hui |  |

#### Disputa pelo 13º lugar
| 23 de agosto 10:00 | Relatório | Chéquia CZE                                                                      | 32–12 | MLI Mali                                                                |  | Árbitros: SIN Poh Seng Steve Goh TUR Elif Inci |  |
| 23 de agosto 10:00 | Relatório | Pts: Radka Brhelova (13) Rbts: Michaela Vackova (6) Asts: Gabriela Mervinska (4) |       | Pts: M'bamakan Kanoute (6) Rbts: Kanoute, Sadio Konate (5 cada) Asts: 0 |  | Árbitros: SIN Poh Seng Steve Goh TUR Elif Inci |  |

#### Disputa pelo 11º lugar
| 23 de agosto 11:30 | Relatório | Rússia RUS                                                                   | 21–18 | BLR Bielorrússia                                                                                   |  | Árbitros: MNP Gabriel White KOR Kim Bo-Hui |  |
| 23 de agosto 11:30 | Relatório | Pts: Kseniya Kozochkina (12) Rbts: Kozochkina (8) Asts: Evgeniya Buykina (2) |       | Pts: Katsiaryna Nialepka, Nadzeya Bohdan (6 cada) Rbts: Bohdan (7) Asts: Nialepka, Bohdan (1 cada) |  | Árbitros: MNP Gabriel White KOR Kim Bo-Hui |  |

#### Disputa pelo 9º lugar
| 23 de agosto 11:00 | Relatório | França FRA                                                                                 | 18–26 | ITA Itália                                                                                       |  | Árbitros: TUR Elif Inci SIN Poh Seng Steve Goh |  |
| 23 de agosto 11:00 | Relatório | Pts: Lou Mataly (7) Rbts: Mataly, Onayssa Sbahi, Rudiane Eduardo (5 cada) Asts: Mataly (1) |       | Pts: Caterina Dotto (11) Rbts: Marta Masoni (7) Asts: C. Dotto, Francesca Dotto, Masoni (1 cada) |  | Árbitros: TUR Elif Inci SIN Poh Seng Steve Goh |  |

### Fase final
|  | Quartas-de-final     | Quartas-de-final     |                      |                    | Semifinais | Semifinais |  |  | Final                | Final |
|  |                      |                      |                      |                    |            |            |  |  |                      |       |
|  | 21 de agosto – 14:00 |                      |                      |                    |            |            |  |  |                      |       |
|  |                      |                      |                      |                    |            |            |  |  |                      |       |
|  | CAN Canadá           | 33                   |                      |                    |            |            |  |  |                      |       |
|  | CAN Canadá           | 33                   | 22 de agosto – 14:00 |                    |            |            |  |  |                      |       |
|  | GER Alemanha         | 15                   |                      |                    |            |            |  |  |                      |       |
|  | GER Alemanha         | 15                   | CAN Canadá           | 21                 |            |            |  |  |                      |       |
|  | 21 de agosto – 15:00 |                      | CAN Canadá           | 21                 |            |            |  |  |                      |       |
|  |                      | CHN China            | 28                   |                    |            |            |  |  |                      |       |
|  | CHN China            | CHN China            | 28                   | 26                 |            |            |  |  |                      |       |
|  | CHN China            |                      | 23 de agosto – 16:00 | 26                 |            |            |  |  |                      |       |
|  | JPN Japão            | 23                   |                      |                    |            |            |  |  |                      |       |
|  | JPN Japão            | 23                   | CHN China            | 33                 |            |            |  |  |                      |       |
|  | 21 de agosto – 14:30 |                      | CHN China            | 33                 |            |            |  |  |                      |       |
|  |                      | AUS Austrália        | 29                   |                    |            |            |  |  |                      |       |
|  | USA Estados Unidos   | AUS Austrália        | 29                   | 34                 |            |            |  |  |                      |       |
|  | USA Estados Unidos   | 22 de agosto – 15:30 |                      | 34                 |            |            |  |  |                      |       |
|  | KOR Coreia do Sul    | 10                   |                      |                    |            |            |  |  |                      |       |
|  | KOR Coreia do Sul    | 10                   | USA Estados Unidos   | 23                 | 3º lugar   | 3º lugar   |  |  |                      |       |
|  | 21 de agosto – 15:30 |                      | USA Estados Unidos   | 23                 | 3º lugar   | 3º lugar   |  |  |                      |       |
|  |                      | AUS Austrália        | 25                   |                    |            |            |  |  |                      |       |
|  | AUS Austrália        | AUS Austrália        | 25                   | 23                 | CAN Canadá | 16         |  |  |                      |       |
|  | AUS Austrália        |                      |                      | 23                 | CAN Canadá | 16         |  |  |                      |       |
|  | BRA Brasil           | 20                   |                      | USA Estados Unidos | 34         |            |  |  |                      |       |
|  | BRA Brasil           | 20                   |                      |                    | 34         |            |  |  |                      |       |
|  |                      |                      |                      |                    |            |            |  |  | 23 de agosto – 15:00 |       |
|  |                      |                      |                      |                    |            |            |  |  |                      |       |

#### Quartas-de-final
| 21 de agosto 14:00 | Relatório | Canadá CAN                                                                                | 33–15 | GER Alemanha                                                                                   |  | Árbitros: CUB Judith Hodelin TUR Elif Inci |  |
| 21 de agosto 14:00 | Relatório | Pts: Kaylee Kilpatrick (14) Rbts: Dakota Whyte (5) Asts: Whyte, Kaylee Halvorson (1 cada) |       | Pts: Felicitas Grasshoff (9) Rbts: Carolin Christen (6) Asts: Lena Gohlisch, Christen (1 cada) |  | Árbitros: CUB Judith Hodelin TUR Elif Inci |  |

| 21 de agosto 14:30 | Relatório | Estados Unidos USA                                                                 | 34–10 | KOR Coreia do Sul                                                |  | Árbitros: SIN Poh Seng Steve Goh JPN Yoko Tomita |  |
| 21 de agosto 14:30 | Relatório | Pts: Amber Henson (18) Rbts: Henson, Kiah Stokes (4 cada) Asts: Andraya Carter (3) |       | Pts: Lee Ryeong (7) Rbts: Cha Yea-Jin (2) Asts: Kang Kye-Lee (1) |  | Árbitros: SIN Poh Seng Steve Goh JPN Yoko Tomita |  |

| 21 de agosto 15:00 | Relatório | China CHN                                                          | 26–23 | JPN Japão                                                                       |  | Árbitros: MNP Gabriel White KOR Kim Bo-Hui |  |
| 21 de agosto 15:00 | Relatório | Pts: Ma Xueya (12) Rbts: Ma, Jin Jiabao (8 cada) Asts: Yang Xi (2) |       | Pts: Moeko Nagaoka (12) Rbts: Nagaoka (4) Asts: Nagaoka, Maria Imanaka (2 cada) |  | Árbitros: MNP Gabriel White KOR Kim Bo-Hui |  |

| 21 de agosto 15:30 | Relatório | Austrália AUS                                                      | 23–20 | BRA Brasil                                                                         |  | Árbitros: TUR Elif Inci CUB Judith Hodelin |  |
| 21 de agosto 15:30 | Relatório | Pts: Hannah Kaser (10) Rbts: Mikhaela Donnelly (9) Asts: Kaser (2) |       | Pts: Isabela Macedo (10) Rbts: Macedo, Joice Coelho (6 cada) Asts: Érika Leite (1) |  | Árbitros: TUR Elif Inci CUB Judith Hodelin |  |

#### Classificação 5–8
| 22 de agosto 14:30 | Relatório | Alemanha GER                                                                             | 18–28 | JPN Japão                                                       |  | Árbitros: TUR Elif Inci MNP Gabriel White |  |
| 22 de agosto 14:30 | Relatório | Pts: Lena Gohlisch (10) Rbts: Gohlisch (11) Asts: Gohlisch, Felicitas Grasshoff (1 cada) |       | Pts: Moeko Nagaoka (17) Rbts: Nagaoka (8) Asts: Misato Kuma (3) |  | Árbitros: TUR Elif Inci MNP Gabriel White |  |

| 22 de agosto 15:00 | Relatório | Coreia do Sul KOR                                                | 13–28 | BRA Brasil                                                 |  | Árbitros: USA Angelica Suffren SIN Poh Seng Steve Goh |  |
| 22 de agosto 15:00 | Relatório | Pts: Lee Ryeong (8) Rbts: Kang Kye-Lee (7) Asts: Cha Yea-Jin (1) |       | Pts: Isabela Macedo (16) Rbts: Macedo (9) Asts: Macedo (1) |  | Árbitros: USA Angelica Suffren SIN Poh Seng Steve Goh |  |

#### Semifinal
| 22 de agosto 14:00 | Relatório | Canadá CAN                                                             | 21–28 | CHN China                                                     |  | Árbitros: BEL Renaud Geller JPN Yoko Tomita |  |
| 22 de agosto 14:00 | Relatório | Pts: Kaylee Halvorson (8) Rbts: Tiye Traore (7) Asts: Dakota Whyte (2) |       | Pts: Shen Yi (13) Rbts: Yang Xi (7) Asts: Shen, Yang (1 cada) |  | Árbitros: BEL Renaud Geller JPN Yoko Tomita |  |

| 22 de agosto 15:30 | Relatório | Estados Unidos USA                                                                   | 23–25 | AUS Austrália                                                                   |  | Árbitros: SRB Milija Vojinovic MOZ Naftal Chongo |  |
| 22 de agosto 15:30 | Relatório | Pts: Kiah Stokes (11) Rbts: Stokes (12) Asts: Andraya Carter, Briyona Canty (3 cada) |       | Pts: Olivia Bontempelli (15) Rbts: Hannah Kaser (8) Asts: Mikhaela Donnelly (1) |  | Árbitros: SRB Milija Vojinovic MOZ Naftal Chongo |  |

#### Disputa pelo 7º lugar
| 23 de agosto 14:30 | Relatório | Alemanha GER                                                                                    | 17–18 | KOR Coreia do Sul                                             |  | Árbitros: TUR Elif Inci SIN Poh Seng Steve Goh |  |
| 23 de agosto 14:30 | Relatório | Pts: Lena Gohlisch (8) Rbts: Felicitas Grasshoff (9) Asts: Gohlisch, Alexandra Hoffgen (1 cada) |       | Pts: Jeong Yu-Jin (13) Rbts: Jeong (5) Asts: Kang Kye-Lee (1) |  | Árbitros: TUR Elif Inci SIN Poh Seng Steve Goh |  |

#### Disputa pelo 5º lugar
| 23 de agosto 14:00 | Relatório | Japão JPN                                                       | 32–29 | BRA Brasil                                                                                   |  | Árbitros: MNP Gabriel White KOR Kim Bo-Hui |  |
| 23 de agosto 14:00 | Relatório | Pts: Moeko Nagaoka (12) Rbts: Nagaoka (9) Asts: Misato Kuma (3) |       | Pts: Joice Coelho (14) Rbts: Coelho (5) Asts: Isabela Macedo, Stephanie de Oliveira (2 cada) |  | Árbitros: MNP Gabriel White KOR Kim Bo-Hui |  |

#### Disputa pelo bronze
| 23 de agosto 15:00 | Relatório | Canadá CAN                                                                   | 16–34 | USA Estados Unidos                                                                         |  | Árbitros: CUB Judith Hodelin JPN Yoko Tomita |  |
| 23 de agosto 15:00 | Relatório | Pts: Kaylee Kilpatrick (11) Rbts: Tiye Traore (6) Asts: Kaylee Halvorson (1) |       | Pts: Briyona Canty (15) Rbts: Canty (9) Asts: Canty, Andraya Carter, Amber Henson (2 cada) |  | Árbitros: CUB Judith Hodelin JPN Yoko Tomita |  |

#### Final
| 23 de agosto 16:00 | Relatório | China CHN                                                  | 33–29 | AUS Austrália                                              |  | Árbitros: USA Angelica Suffren BRA Flávia Almeida |  |
| 23 de agosto 16:00 | Relatório | Pts: Ma Xueya (15) Rbts: Jin Jiabao (10) Asts: Shen Yi (1) |       | Pts: Olivia Bontempelli (18) Rbts: Bontempelli (6) Asts: 0 |  | Árbitros: USA Angelica Suffren BRA Flávia Almeida |  |

## Classificação final
| Pos.              | Equipe              |
| ----------------- | ------------------- |
| Medalha de ouro   | CHN China           |
| Medalha de prata  | AUS Austrália       |
| Medalha de bronze | USA Estados Unidos  |
| 4                 | CAN Canadá          |
| 5                 | JPN Japão           |
| 6                 | BRA Brasil          |
| 7                 | KOR Coreia do Sul   |
| 8                 | GER Alemanha        |
| 9                 | ITA Itália          |
| 10                | FRA França          |
| 11                | RUS Rússia          |
| 12                | BLR Bielorrússia    |
| 13                | CZE Chéquia         |
| 14                | MLI Mali            |
| 15                | CIV Costa do Marfim |
| 16                | ANG Angola          |
| 17                | THA Tailândia       |
| 18                | CHI Chile           |
| 19                | SIN Singapura       |
| 20                | VAN Vanuatu         |